# 张达 (三国)
张达（？—？），三国时期人物，原为张飞部下。221年，他与范彊一起刺殺了张飞，隨後投奔東吳，之後下落不詳。

## 史书记载
史书对其二人杀张飞的经过描述非常简略。起因可能是张飞刑罰過嚴，經常虐待下屬，卻仍把這些人留在左右，以往刘备常劝张飞這樣會惹禍上身，但张飞不听从。章武元年秋七月，刘备讨伐东吴之时，张飞率军从阆中出发，准备前往江州。在出发前，部下张达、范彊杀死了张飞，并带着张飞的首級投奔孙权。之后下落史书记载阙如。

## 《三国演义》的描述
历史小说《三国演义》对此描述较详。关羽败走麦城，为孙权所俘杀。张飞为替关羽弔喪，出征東吳前限部將范彊、张达三日内造出三軍白盔白甲。范彊、张达二人请求宽延期限，张飞不许，鞭打後扬言斩杀二人。二人决定先下手为强，趁张飞酣睡时加以刺殺，並割下首級獻與东吴投誠。孙权为避免战事扩大，将二人押送回蜀汉，二人被张飞之子张苞萬剮凌遲。（参见《三国演义》第81回至第83回）